# Ћингхај
Ћингхај(кин: 青海, Qīnghǎi - плаво море) је пространа и слабо насељена покрајина на западу Народне Републике Кине. Површина покрајине је 721.000 km² (7,51% кинеске територије), где је 2004. живело 5.390.000 становника. Главни град је Сининг. Покрајина је добила име по истоименом језеру које је највеће у Кини.
Ћингхај се налази у североисточном делу Тибетанског платоа. У средишњем делу покрајине извире река Хоангхо, док Јангце и Меконг извиру у њеном југозападном делу. Средња надморска висина износи 3000 метара. Средње годишње температуре су између -5 и 8 °C.
Од укупно 5,2 милиона становника, 54,5% су Хан Кинези, 20,87% Тибетанци, 16% Хуеј Кинези, 4% народ Ту.
Привреда покрајине Ћингхај је једна од најнеразвијенијих у Кини. БДП је 2008. износио 13,8 милијарди долара, што је 0,3% кинеске економије.